# Österländska religioner

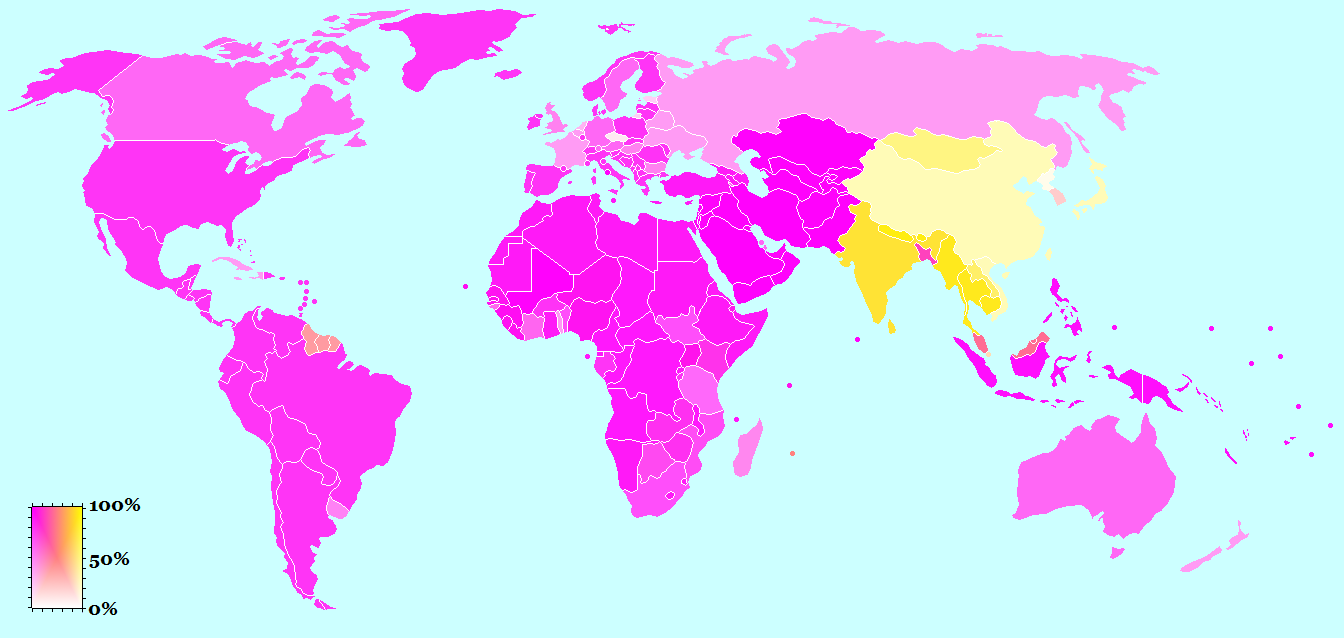
Spridningen av Österländska religioner (gul), i kontrast till abrahamitiska religioner (lila).

Österländska religioner är ett samlingsbegrepp, som framför allt innefattar hinduism och buddhism.